# Good Company
Good Company är en låt av rockgruppen Queen, skriven av gitarristen Brian May, utgiven på Queens fjärde studioalbum A Night at the Opera. 

## Låtskrivandet
Brian May var inspirerad av big band-artister som han lyssnat till som liten i sitt föräldrahem. Han ville göra en låt med orkesteruppsättning men istället för att använda sig av trumpeter, saxofoner och dylikt valde han att skapa alla ljud på gitarr. Varje enskild ton är en tagning för sig med massvis av olika inställningar på gitarren. 
May har senare sagt "Det är ganska otroligt att vi fick tid och möjlighet att göra detta. Vi hade nog inte gjort om det även om vi fick chansen". 
Detta är en av några sånger som Freddie Mercury inte alls var med på. 

## Medverkande
- Brian May - akustisk gitarr, elgitarr, Banjolele, kör
- Roger Taylor - trummor,
- John Deacon - bas